# Valle Mongia
La valle del Mongia (Valle Mundza in piemontese) è una vallata della provincia di Cuneo.
La valle, segnata dal corso del fiume Mongia, è nota con il soprannome di valle alla Clorofilla per via della flora fittamente boscosa.

## Caratteristiche

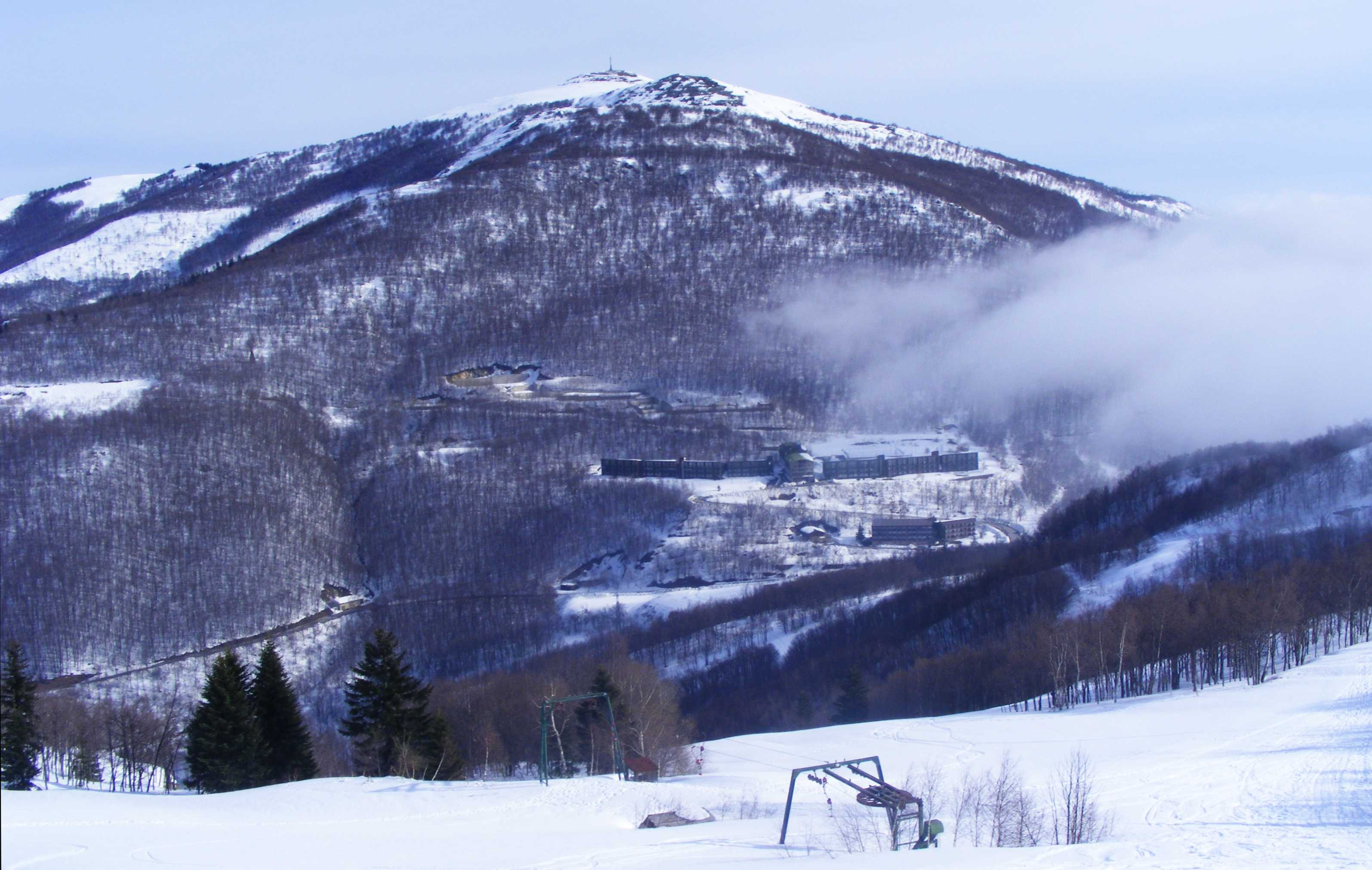
Il Bric Mindino il monte più alto della valle con i suoi 1879 metri d'altezza

Situata nel mezzo delle valli del Casotto e del Tanaro, il territorio della Valle del Mongia è costituito principalmente da castagneti (maggiormente di genere frattone e gabbiane, originarie proprie del luogo), che occupano il 60% del territorio. A quote più alte le praterie prendono il dominio e ad esse si affiancano boschi di faggio, che si trovano principalmente nella zona di Viola.
La massima elevazione della valle è costituita dal Bric Mindino (1879 m.), dove ai piedi sorge la stazione sciistica di Saint Gréé.

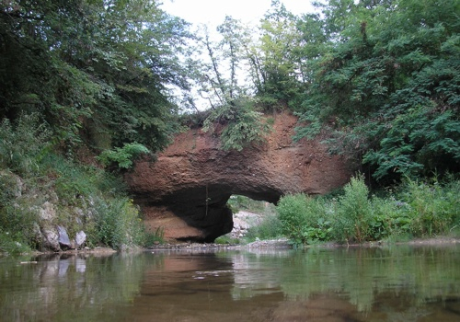
Il Ponte Naturale sul torrente Mongia

Dal punto di vista naturalistico il territorio è estremamente caratteristico, presentando peculiarità ed elementi significativi tra i quali il ponte naturale che attraversa il torrente Mongia, situato al confine tra il territorio di Mombasiglio e quello di Lesegno, facente parte del territorio comunale di Mombasiglio. Nelle zone circostanti il comune di Battifollo invece si possono trovare il Bosco Azzurrine e la Pineta "Pian del Mondo".

### Fauna
Data la varietà del territorio, anche la fauna è particolarmente ricca di specie.
Nelle zone più elevate si trovano alcuni esemplari di aquila reale ed alcuni rapaci quali il biancone, la poiana, lo sparviere e il gheppio; più a bassa quota sono presenti il merlo, il pettirosso, la capinera, lo scricciolo.
Fra i mammiferi si possono annoverare il camoscio, il cervo, la marmotta, la donnola, l’ermellino, il ghiro, lo scoiattolo, il tasso, il cinghiale, la volpe, il capriolo ed il lupo.

### Flora

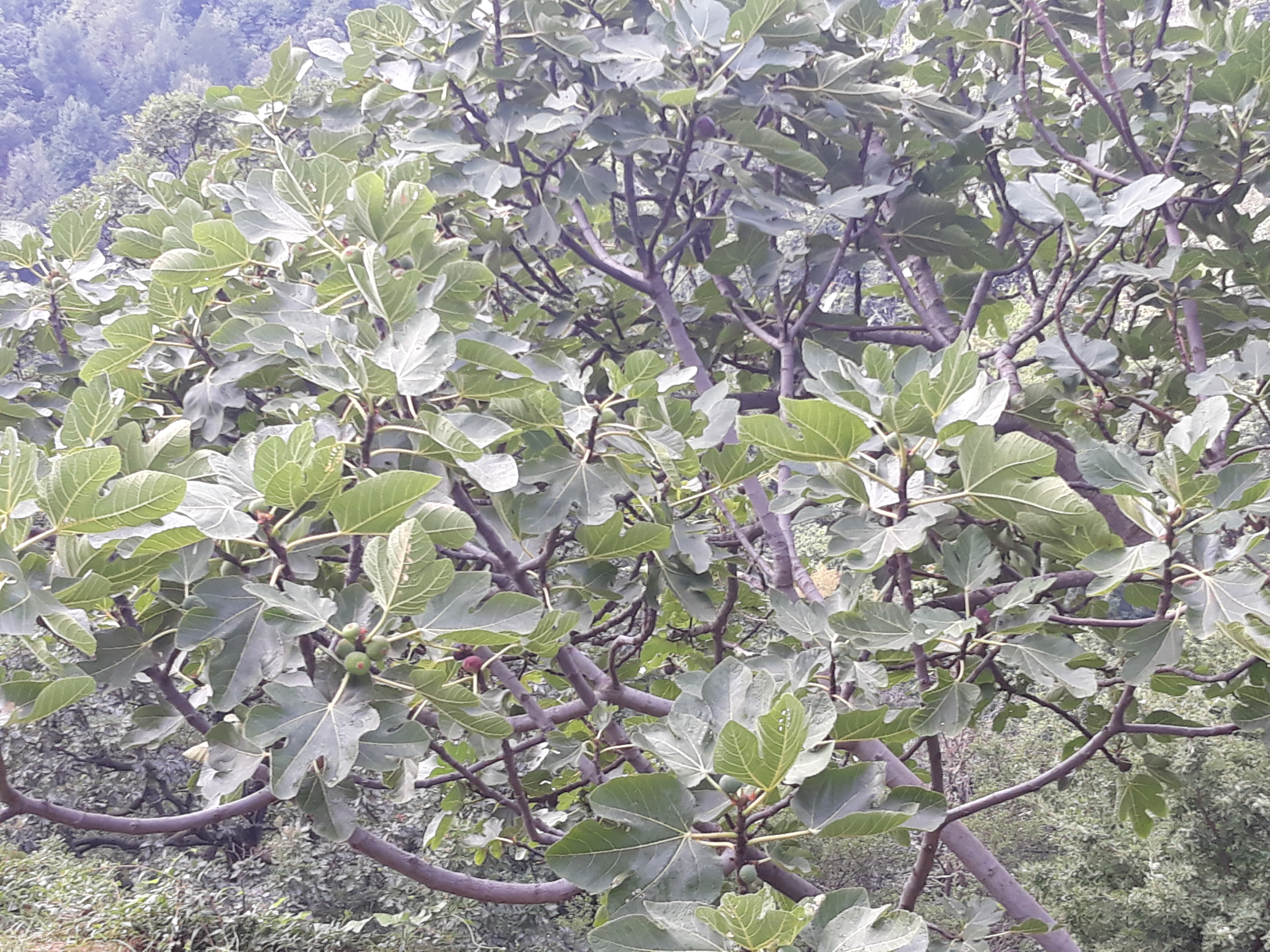
Albero di fichi del Mongia

La flora come la fauna è anch'essa ricca di specie, tra le specie di alberi spiccano i castagneti, assieme ad essi anche quelli di fichi, pere, mele, ciliegie e coltivazioni di fragole, frutti di bosco, noci.
Ci sono poi anche diverse specie di funghi come la russula, i boleti e i lactari.

## Cultura

### Monumenti e luoghi d'interesse

#### Architetture militari e civili

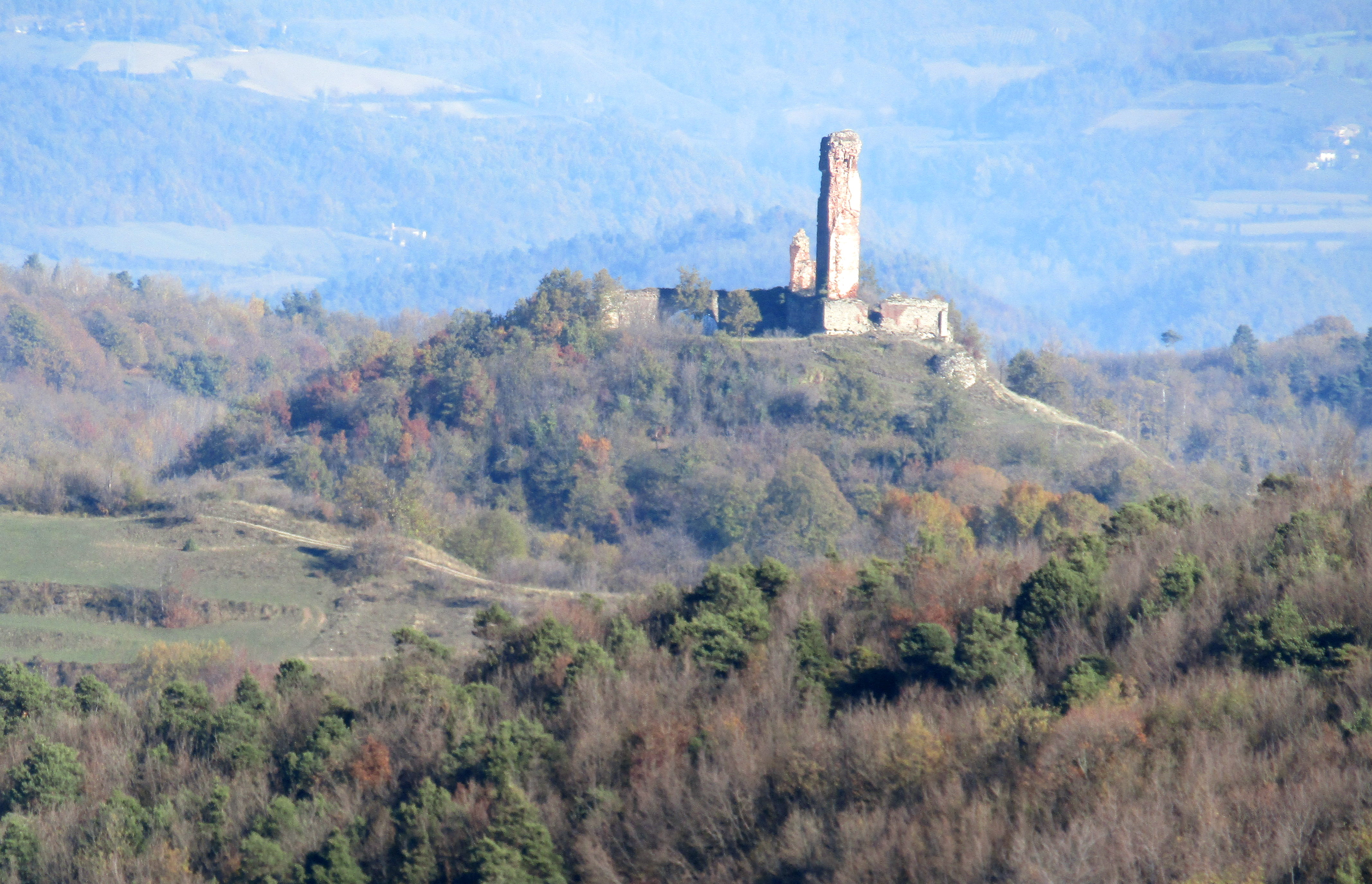
Il castello di Battifollo.

- Castello di Battifollo, di origine medioevale. Posto in posizione dominante, abitato fino al 1792 dai marchesi Ceva di Battifollo, nel 1796 venne occupato dalle truppe francesi del generale Sérurier, impegnate nella campagna d'Italia comandata dal generale Napoleone Bonaparte, che successivamente lo depredarono e quindi smantellarono, come quasi tutte le altre rocche della zona. Dell'antico castello restano una massiccia torre a base quadrata con i ruderi dei bastioni e parte delle mura perimetrali.[12]

- Castello di Mombasiglio, eretto attorno all'anno 1000. Abitato da diversi sovrani e per largo tempo parte del marchesato di Ceva, durante la prima campagna d'Italia venne occupato dalle truppe del generale Sérurier; dal XXI secolo è usato come "museo" dedicato a Napoleone Bonaparte.[13]

- Torre di Scagnello: posta all'altitudine di 838 m, la torre altro non è che i ruderi dell'antico castello di Scagnello, innalzato nel XIX secolo, che si estendeva su circa 8000 m² e abitato dai feudatari del Vescovo di Alba. Dopo che quest'ultimi vennero sconfitti dal Nano di Ceva, passarono sotto la protezione del marchesato di Monferrato. Nel 1363 il castello venne temporaneamente occupato dalle truppe di Amedeo d'Acaja, prima di essere riconquistato da quelle monferrine. Nel 1381 i Visconti, entrati in possesso della struttura, l'investirono ai Ceva, ma due secoli dopo venne distrutto dai francesi.[14]

- Arco di San Giovanni Battista a Scagnello, nota per l'affresco posto nel riquadro sopra di esso, la quale raffigura Salomè che mostra su un piatto d'argento la testa di San Giovanni Battista.[15]

#### Architetture religiose
- Cappella di San Giacomo Maggiore di Viola, della quale si hanno poche notizie storiche se non che fu citata in una lettera del 1633 indirizzata al Vescovo di Alba.[16]

- Cappella di San Sebastiano a Scagnello, edificata in una posizione strategica, nella località di "Cappelli" tra gli antichi centri abitato di "Mongia" e "Villaro".[17]

#### Altro
- Comprensorio sciistico di St. Gréé, situato ad un'altitudine tra i 1052 m e i 1740 m nell'omonima località montana e sorto negli anni 1970 dall'idea di alcuni imprenditori liguri.[18]

- Ponte Naturale sul torrente Mongia, una suggestiva galleria naturale scavata dall'acqua del torrente Mongia. La sua genesi e le sue caratteristiche litologiche e strutturali ne fanno un fenomeno geologico assai raro anche a livello europeo.